# 대한민국의 인사혁신처장
인사혁신처장(人事革新處長)은 인사혁신처를 대표하는 직위로, 차관급 정무직공무원으로 보한다.

## 임명
- 인사혁신처장은 대통령이 임명한다.

## 역할
- 각 행정기관의 장은 소관사무를 통할하고 소속공무원을 지휘·감독한다.
- 인사혁신처장은 공무원의 인사·윤리·복무 및 연금에 관한 사무를 관장한다.

## 역대 처장

### 인사행정처장
| 정부    | 대수      | 이름                         | 임기                            | 비고           |
| ------- | --------- | ---------------------------- | ------------------------------- | -------------- |
| 미 군정 | 초대      | 휴 블레드스(Hugh R. Bledsoe) | 1945년 9월 12일~1946년 3월 29일 | 미국 육군 중령 |
| 미 군정 | 2대       | 정일형(鄭一亭)               | 1946년 3월 29일~1947년 7월 9일  |                |
| 미 군정 | 직무 대리 | 심천(沈川)                   | 1947년 7월 9일~1948년 1월 29일  |                |
| 미 군정 | 3대       | 심천(沈川)                   | 1948년 1월 29일~1948년 8월 15일 |                |

### 총무처장
| 정부      | 대수 | 이름           | 임기                             | 비고 |
| --------- | ---- | -------------- | -------------------------------- | ---- |
| 제1공화국 | 초대 | 허정(許政)     | 1948년 7월 27일~1948년 8월 25일  |      |
| 제1공화국 | 2대  | 김병연(金炳淵) | 1948년 8월 26일~1948년 11월 29일 |      |
| 제1공화국 | 3대  | 전규홍(全奎弘) | 1948년 11월 30일~1951년 4월 27일 |      |
| 제1공화국 | 4대  | 한동석(韓東錫) | 1951년 5월 7일~1953년 11월 1일   |      |
| 제1공화국 | 5대  | 정운갑(鄭雲甲) | 1953년 11월 2일~1955년 2월 16일  |      |

### 총무처 장관
| 정부        | 대수           | 이름                              | 임기                                  | 비고     |
| ----------- | -------------- | --------------------------------- | ------------------------------------- | -------- |
| 제3공화국   | 13대           | 이석제(李錫濟)                    | 1963년 12월 17일~1969년 10월 20일     |          |
| 제3공화국   | 14대           | 서일교(徐壹敎)                    | 1969년 10월 21일~1973년 12월 2일      |          |
| 제4공화국   | 14대           | 서일교(徐壹敎)                    | 1969년 10월 21일~1973년 12월 2일      |          |
| 15대        | 심흥선(沈興善) | 1973년 12월 3일~1977년 12월 19일  |                                       |          |
| 16대        | 심의환(沈宜渙) | 1977년 12월 20일~1979년 10월 22일 | 간암으로 사망하여 재임 중 임기를 마침 |          |
| -           | 최택원(崔澤元) | 1979년 10월 26일~1979년 12월 13일 | 직무대행                              |          |
| 17대        | 김용휴(金容烋) | 1979년 12월 14일~1982년 5월 20일  |                                       |          |
| 17대        | 김용휴(金容烋) | 1979년 12월 14일~1982년 5월 20일  | 제5공화국                             |          |
| 18대        | 박찬긍(朴贊兢) | 1982년 5월 21일~1985년 2월 18일   |                                       |          |
| 19대        | 박세직(朴世直) | 1985년 2월 19일~1986년 1월 7일    |                                       |          |
| 20대        | 정관용(鄭寬溶) | 1986년 1월 8일~1987년 7월 13일    |                                       |          |
| 21대        | 장기오(張基梧) | 1987년 7월 14일~1988년 5월 24일   |                                       |          |
| 노태우 정부 | 22대           | 김용갑(金容甲)                    | 1988년 5월 25일~1989년 3월 8일        |          |
| 노태우 정부 | -              | 손종석(孫鍾奭)                    | 1989년 3월 9일~1989년 3월 15일        | 직무대행 |
| 노태우 정부 | 23대           | 김용래(金庸來)                    | 1989년 3월 17일~1990년 3월 18일       |          |
| 노태우 정부 | 24대           | 이연택(李衍澤)                    | 1990년 3월 19일~1991년 12월 19일      |          |
| 노태우 정부 | 25대           | 이상배(李相培)                    | 1991년 12월 20일~1992년 6월 25일      |          |
| 노태우 정부 | 26대           | 이문석(李文錫)                    | 1992년 6월 26일~1993년 2월 25일       |          |
| 김영삼 정부 | 27대           | 최창윤(崔昌潤)                    | 1993년 2월 26일~1993년 12월 21일      |          |
| 김영삼 정부 | 28대           | 황영하(黃榮夏)                    | 1993년 12월 22일~1994년 12월 23일     |          |
| 김영삼 정부 | 29대           | 서석재(徐錫宰)                    | 1994년 12월 24일~1995년 8월 3일       |          |
| 김영삼 정부 | 30대           | 김기재(金杞載)                    | 1995년 8월 7일~1996년 1월 30일        |          |
| 김영삼 정부 | 31대           | 조해녕(曺海寧)                    | 1996년 1월 31일~1996년 12월 19일      |          |
| 김영삼 정부 | 32대           | 김한규(金漢圭)                    | 1996년 12월 20일~1997년 8월 5일       |          |
| 김영삼 정부 | 33대           | 심우영(沈宇永)                    | 1997년 8월 6일~1998년 3월 3일         |          |

### 행정자치부 장관
| 정부        | 대수 | 이름           | 임기                             | 비고 |
| ----------- | ---- | -------------- | -------------------------------- | ---- |
| 김대중 정부 | 초대 | 김정길(金正吉) | 1998년 3월 3일~1999년 2월 5일    |      |
| 김대중 정부 | 2대  | 김기재(金杞載) | 1999년 2월 6일~2000년 1월 13일   |      |
| 김대중 정부 | 3대  | 최인기(崔仁基) | 2000년 1월 14일~2001년 3월 25일  |      |
| 김대중 정부 | 4대  | 이근식(李根植) | 2001년 3월 26일~2003년 2월 26일  |      |
| 노무현 정부 | 5대  | 김두관(金斗官) | 2003년 2월 27일~2003년 9월 18일  |      |
| 노무현 정부 | 6대  | 허성관(許成寬) | 2003년 9월 19일~2005년 1월 4일   |      |
| 노무현 정부 | 7대  | 오영교(吳盈敎) | 2005년 1월 5일~2006년 3월 21일   |      |
| 노무현 정부 | 8대  | 이용섭(李庸燮) | 2006년 3월 27일~2006년 12월 4일  |      |
| 노무현 정부 | 9대  | 박명재(朴明在) | 2006년 12월 13일~2008년 2월 28일 |      |

### 중앙인사위원회 위원장
| 정부        | 대수                           | 이름                           | 임기                            | 비고 |
| ----------- | ------------------------------ | ------------------------------ | ------------------------------- | ---- |
| 김대중 정부 | 초대                           | 김광웅(金光雄)                 | 1999년 5월 24일~2002년 5월 23일 |      |
| 김대중 정부 | 2대                            | 조창현(趙昌鉉)                 | 2002년 5월 24일~2005년 5월 23일 |      |
| 노무현 정부 | 2대                            | 조창현(趙昌鉉)                 | 2002년 5월 24일~2005년 5월 23일 |      |
| 3대         | 2005년 5월 24일~2006년 8월 8일 | 조창현(趙昌鉉)                 |                                 |      |
| 4대         | 권오룡(權五龍)                 | 2006년 8월 9일~2008년 2월 28일 |                                 |      |

### 행정안전부 장관
| 정부        | 대수 | 이름           | 임기                            | 비고     |
| ----------- | ---- | -------------- | ------------------------------- | -------- |
| 이명박 정부 | 초대 | 원세훈(元世勳) | 2008년 2월 29일~2009년 2월 11일 |          |
| 이명박 정부 | -    | 정창섭(鄭昌燮) | 2009년 2월 12일~2009년 2월 19일 | 직무대행 |
| 이명박 정부 | 2대  | 이달곤(李達坤) | 2009년 2월 20일~2010년 3월 4일  |          |
| 이명박 정부 | -    | 정창섭(鄭昌燮) | 2010년 3월 5일~2010년 4월 14일  | 직무대행 |
| 이명박 정부 | 3대  | 맹형규(孟亨奎) | 2010년 4월 15일~2013년 3월 11일 |          |

### 안전행정부 장관
| 정부        | 대수 | 이름           | 임기                             | 비고                     |
| ----------- | ---- | -------------- | -------------------------------- | ------------------------ |
| 박근혜 정부 | 초대 | 유정복(劉正福) | 2013년 3월 13일~2014년 3월 6일   | 인천광역시장 출마로 사퇴 |
| 박근혜 정부 | -    | 박경국(朴景國) | 2014년 3월 6일~2014년 4월 2일    | 직무대행                 |
| 박근혜 정부 | 2대  | 강병규(姜秉圭) | 2014년 4월 2일~2014년 7월 15일   |                          |
| 박근혜 정부 | 3대  | 정종섭(鄭宗燮) | 2014년 7월 16일~2014년 11월 18일 |                          |

### 인사혁신처장
| 정부             | 대수 | 이름           | 임기                             | 비고 |
| ---------------- | ---- | -------------- | -------------------------------- | ---- |
| 박근혜 정부      | 초대 | 이근면(李根勉) | 2014년 11월 19일~2016년 6월 24일 |      |
| 박근혜 정부      | 2대  | 김동극(金東極) | 2016년 6월 25일~2017년 7월 12일  |      |
| 황교안 대행 체제 | 2대  | 김동극(金東極) | 2016년 6월 25일~2017년 7월 12일  |      |
| 문재인 정부      | 3대  | 김판석(金判錫) | 2017년 7월 13일~2018년 12월 14일 |      |
| 문재인 정부      | 4대  | 황서종(黃曙鍾) | 2018년 12월 15일~2021년 3월 26일 |      |
| 문재인 정부      | 5대  | 김우호(金尤鎬) | 2021년 3월 27일~2022년 5월 13일  |      |
| 윤석열 정부      | 6대  | 김승호(金勝鎬) | 2022년 5월 13일~2024년 7월 7일   |      |
| 윤석열 정부      | 7대  | 연원정(延元正) | 2024년 7월 8일~2025년 7월 20일   |      |
| 이재명 정부      | 8대  | 최동석(崔東錫) | 2025년 7월 20일~                 |      |

## 같이 보기
- 인사혁신처
- 인사혁신처 차장